# Mystacidium gracile
Mystacidium gracile är en orkidéart som beskrevs av William Henry Harvey. Mystacidium gracile ingår i släktet Mystacidium och familjen orkidéer. Inga underarter finns listade i Catalogue of Life.